# Richard Brautigan
Richard Gary Brautigan (* 30. Januar 1935 in Tacoma, Washington; † September 1984 in Bolinas, Kalifornien) war ein US-amerikanischer Schriftsteller. Brautigan gilt als einer der Hauptvertreter des amerikanischen Westküsten-Underground der 1960er und 1970er Jahre.

## Leben
Brautigan wurde in der Zeit der Weltwirtschaftskrise geboren. Er stammte aus bescheidenen Verhältnissen und verlebte eine unstete, von vielen Ortswechseln und Armut geprägte Jugend. 
Ab 1950 begann er eine Ausbildung an der Eugene High School in Eugene, Oregon, die er 1953 beendete. Um 1954 zog er das erste Mal nach San Francisco, wo er sich 1956 endgültig niederließ und mit den dortigen literarischen Kreisen Kontakt aufnahm. Hier erschienen auch seine ersten Publikationen in Off-Beat-Magazinen im Kreis der City-Lights-Literaten. Mit seinen Roman- und Gedichtbänden wurde er in den späten Sechzigern zu einer kleinen Ikone der Hippie-Generation. 1967 amtierte er als „Poet in Residence“ am California Institute of Technology. Er unternahm mehrere Japan-Reisen. Indes konnte er in den späten 1970ern nicht an seine früheren Erfolge anknüpfen, was ihn zunehmend verbitterte. 
Um 1982/83 kaufte er ein großes, altes Haus in Bolinas, Kalifornien, 6 Terrace Avenue. Dort lebte er zuletzt zurückgezogen und alkoholabhängig.

## Tod
Er starb an einer (vermutlich selbst zugefügten) Schusswunde am Kopf. Seine verweste Leiche wurde am 25. Oktober 1984 von Robert Yench, einem Freund und Privatdetektiv, gefunden. Die Leiche lag auf dem Boden des Wohnzimmers vor einem großen Fenster, das, obwohl es von Bäumen verdeckt war, auf den Pazifischen Ozean blickte. Aufgrund der Zersetzung des Körpers wurde angenommen, dass Brautigan sein Leben über einen Monat zuvor, am 16. September 1984, beendet hatte, am selben Tag, als er zum letzten Mal mit seiner Ex-Freundin Marcia Clay in San Francisco telefonierte (Nachbarn hörten an diesem Sonntag ein lautes Geräusch, als sie sich ein NFL-Spiel ansahen).

## Schaffen
Größte Beachtung fand sein 1967 erschienener Roman Forellenfischen in Amerika (Trout Fishing in America), dessen gleichermaßen poetischer wie kulturpessimistischer Ton vielfach als Abgesang auf den amerikanischen Traum gewertet wird.
Nach seinem Tod geriet er fast völlig in Vergessenheit, doch fand in den 1990er Jahren ein kleines Brautigan-Revival statt. Bisher war er kaum Gegenstand der literaturwissenschaftlichen Forschung. Seine Tochter Ianthe Brautigan veröffentlichte 2000 eine Biografie über ihn mit dem Titel You Can't Catch Death.

### Themen
Die Tatsache, dass im Werk Brautigans nur schwer ein thematischer Schwerpunkt erkennbar ist, ist von der Kritik vielfach als Beleg für eine Haltung der Beliebigkeit, sein schriftstellerisches Leichtgewicht und somit seine literarische Zweitrangigkeit bewertet worden. Tatsächlich nutzte Brautigan die Handlungsstränge meist als Kulisse für das, allerdings höchst originelle, Abarbeiten persönlicher Eindrücke, Seelennöte und innerer realer Phantasien. Damit lag er im Trend des radikal subjektiven Gestus seiner Zeit. Zugleich lehnte er – anders als seine von den Beatniks und später den Hippies geprägte Umwelt – ein offenes politisches Engagement in seinen Texten ab. Seine Romane greifen in oft ironischer und parodierender Weise Genres der amerikanischen Populärkultur auf und sezieren diese sprachlich und thematisch (Beispiele sind die Verarbeitung von Western-Topoi in The Hawkline Monster sowie von Hard-Boiled- und Film-Noir-Elementen in Dreaming of Babylon).
Zu Themen seiner Romane und Gedichte werden häufig absurd-tragische Liebesgeschichten, Sex sowie auch das Schreiben selbst. Die oft radikale und schonungslose Selbstbespiegelung wird immer wieder humorvoll-lakonisch durchbrochen und gleitet so nie ins bloß Innerliche ab. In späteren Werken zeigt sich ein besonderes Faible für die japanische Kultur, was sich auch im Aufgreifen der japanischen Haiku-Dichtung äußert.

### Sprache
Eines der Hauptthemen der Dichtung Brautigans ist die Sprache selbst. Der auf den ersten Eindruck schlichte Ton der Texte ist das Ergebnis systematischer Reduktion des Ausdrucks unter konsequenter Konzentrierung und Verdichtung der inhaltlichen Substanz. In seinen Gedichten erinnert dies bisweilen an die Methodik und Ausdrucksform der Imagisten. Wichtigstes Stilmittel seiner Prosa wie Lyrik ist die Analogie, die zur Beschreibung sinnhafter Zusammenhänge oft abstrakte und mehrfach verschachtelte Gedankenbrücken zum Gemeinten baut. Das Sprachspiel verliert dabei selten den vergnügt-augenzwinkernden Duktus. Die hohe Qualität seines sprachexperimentellen Stils zeigt sich in der vermeintlichen Leichtigkeit seiner Texte und der Tatsache, dass seine Reduktionsarbeit nie zum Manierismus absinkt. Brautigan zeichnet sich durch sprachliche Treffsicherheit und Vielseitigkeit aus.

### Deutsche Übersetzungen
Brautigans Werk liegt auf Deutsch in der Übersetzung von Ilse und Günter Ohnemus vor und war lange Zeit vergriffen. Die Werke erschienen als Buchreihe zuerst beim Eichborn Verlag, dann in Taschenbuchform bei Rowohlt. Die Wiederauflage einzelner Werke hat der Kartaus Verlag in Angriff genommen. Beim Maro Verlag ist aus dem Nachlass Eine unglückliche Frau erschienen. Beim schweizerischen Theodor Boder Verlag erschienen 2008 Willard und seine Bowlingtrophäen. Ein grotesker Kriminalroman und 2009 Von Babylon träumen ... – Eine Kriminalgeschichte im San Francisco von 1942 in neuer Übersetzung von Christiane Bergfeld. 2018 erschien Forellenfischen in Amerika und 2019 In Wassermelonen Zucker im Taschenbuch bei Kein & Aber.

## Werke

### Prosawerke
- Ein konföderierter General aus Big Sur. Roman, Eichborn, Frankfurt am Main 1989 (A Confederate General from Big Sur, 1964)
  - veränderte Neuauflage: Kartaus, Regensburg 2007, ISBN 978-3-936054-07-1
- Forellenfischen in Amerika. Roman. Aus dem Amerikanischen von Céline und Heiner Bastian, Hanser (RH 73), München 1971 (Trout Fishing in America, 1967)
  - neu übersetzt von Günter Ohnemus: Eichborn, Frankfurt am Main 1987
    - unveränderte Neuauflage: Kartaus, Regensburg 2003, ISBN 978-3-936054-02-6
    - Taschenbuch: Kein & Aber, Zürich – Berlin 2018. ISBN 978-3-0369-5979-5
- In Wassermelonen Zucker. Roman. Aus dem Amerikanischen von Céline und Heiner Bastian, Hanser (RH 46), München 1970 (In Watermelon Sugar, 1968)
  - neu übersetzt von Günter Ohnemus: Eichborn, Frankfurt am Main 1988
    - unveränderte Neuauflage: Kartaus, Regensburg 2003, ISBN 978-3-936054-03-3
    - Taschenbuch: Kein & Aber, Zürich – Berlin, ISBN 978-3-0369-5992-4
- Die Rache des Rasens. Geschichten 1962–1970, Eichborn, Frankfurt am Main 1992 (Revenge of the Lawn, 1970)
  - veränderte Neuauflage: Kartaus, Regensburg 2007, ISBN 978-3-936054-08-8
- Die Abtreibung. Eine historische Romanze 1966, Verlag Günter Ohnemus, München 1978, ISBN 3-921895-00-6 (The Abortion: An Historical Romance 1966, 1971)
  - Neuauflage: Eichborn, Frankfurt am Main 1985
  - überarbeitete Neuauflage: Kartaus, Regensburg 2007, ISBN 978-3-936054-06-4
- Das Hawkline Monster. Ein seltsamer Western mit 2 Killern, 2 schönen Frauen & 1 Monster, Eichborn, Frankfurt am Main 1986 (The Hawkline Monster, 1974)
- Willard und seine Bowlingtrophäen. Ein perverser Kriminalroman, Ohnemus, München 1981 (Willard and his Bowling Trophies, 1975)
  - Unter dem Titel Willard und seine Bowlingtrophäen. Ein grotesker Kriminalroman neu übersetzt von Christiane Bergfeld, Theodor Boder Verlag, Mumpf 2008, ISBN 978-3-905802-01-6
  - als E-Book Willard und seine Bowlingtrophäen. Ein grotesker Kriminalroman, Theodor Boder Verlag, Mumpf 2015, ISBN 978-3-905802-57-3
- Sombrero vom Himmel. Ein japanischer Roman, Rowohlt (rororo 13126), Reinbek 1994 (Sombrero Fallout, 1976)
- Träume von Babylon. Ein Detektivroman 1942, Eichborn, Frankfurt am Main 1986 (Dreaming of Babylon, 1977)
  - Unter dem Titel Von Babylon träumen ... – Eine Kriminalgeschichte im San Francisco von 1942 neu übersetzt von Christiane Bergfeld, Theodor Boder Verlag, Mumpf 2009, ISBN 978-3-905802-05-4
  - Hörbuch Von Babylon träumen ... – Das spannende und skurrile Detektivroman-Lesestück von Sascha Gutzeit, Theodor Boder Verlag, Mumpf 2010, ISBN 978-3-905802-08-5
- Der Tokio-Montana-Express, Rowohlt (rororo 12638), Reinbek 1991 (The Tokyo-Montana Express, 1979)
- Ende einer Kindheit. Roman, Rowohlt (rororo 13124), Reinbek 1992 (So the Wind Won't Blow it all Away, 1982)
- Eine unglückliche Frau, Maro, Augsburg 2002, ISBN 3-87512-263-1 (An Unfortunate Woman: A Journey, 1982)
- Das Geschenk für Edna Webster. Texte, Kartaus, 2005, ISBN 978-3-936054-04-0 (The Edna Webster Collection of Undiscovered Writings, 1999)

### Lyrik
- The Galilee Hitch-Hiker, 1958
- Lay the Marble Tea, 1959
- The Octopus Frontier, 1960
- All Watched Over by Machines of Loving Grace, 1963
- Please Plant This Book, 1968 (acht Samentütchen mit je einem Gedicht auf der Vorder- und Rückseite jedes Tütchens)
- Die Pille gegen das Minenunglück von Springhill und 104 andere Gedichte, Ohnemus, München 1980, ISBN 3-921895-06-5 (The Pill versus the Springhill Mine Disaster, 1968)
- Rommel Drives on Deep into Egypt, 1970
- Loading Mercury with a Pitchfork, 1971
- Japan bis zum 30. Juni. Gedichte, Rowohlt (rororo 13112), Reinbek 1995 (June 30th, June 30th, 1977)

### Anthologie
- Ausgewählte Texte: Hrsg. und mit einem Nachwort von Markus Klose. Aus dem Amerikanischen von Günter Ohnemus u. a., Hoffmann und Campe, Hamburg 2012, ISBN  978-3-455-40409-8.